# Mandevilla tubiflora
Mandevilla tubiflora là một loài thực vật có hoa trong họ La bố ma. Loài này được (M.Martens & Galeotti) Woodson mô tả khoa học đầu tiên năm 1932.